# Wysypka tarłowa
Wysypka tarłowa, wysypka perłowa, wysypka godowa – lokalne i przejściowe zrogowaciałe zgrubienia naskórka, rozrastające się miejscowo w twarde, brodawkowate guzki, występujące przeważnie na głowie, a czasami na grzbiecie, bokach ciała, w okolicach gruczołów płciowych lub na powierzchni płetw samców niektórych gatunków ryb. Jest jedną z oznak szaty godowej. Nadaje powierzchni ciała szorstkość, którą można wyczuć palcami. 
Wysypka perłowa powstaje z wierzchnich warstw naskórka, który ulega przejściowej lub stałej keratynizacji. Pojawia się zazwyczaj w okresie godowym, a po jego zakończeniu zwykle zanika – zrogowaciały naskórek ulega złuszczeniu. Występuje u licznych gatunków ryb, zwłaszcza karpiowatych. U dojrzałych karpi (mleczaków) występuje na górnej części głowy i pokrywach skrzelowych. Samce amura białego mają szorstkie wewnętrzne strony płetw piersiowych. Wysypka u siei układa się w kilku rzędach wzdłuż całego ciała, a u śliza na promieniach płetw piersiowych.
U niektórych gatunków występuje przez całe życie (np. sieja pospolita, strzebla potokowa, świnka pospolita), a w okresie godowym zmienia barwę na białą. W przypadku siei wysypka perłowa występuje czasem u samic, z tym że jest mniej widoczna niż u samców tego gatunku.
Funkcja wysypki perłowej nie została dokładnie poznana. Prawdopodobnie może mieć ona znaczenie przy wzajemnym ocieraniu się ryb podczas składania produktów płciowych, pomaga zidentyfikować płeć osobników i stymuluje dojrzewanie.